# Goojje
Goojje (chiń. 谷姐; pinyin Gǔjiě) – chińska strona internetowa powstała w 2010 roku w wyniku cenzury Internetu w tym kraju. Przez wielu ludzi Goojje jest uważane za „chińską parodię Google”. W języku chińskim druga sylaba nazwy, jje, oznacza starszą siostrę, a google brzmi podobnie do gege, co oznacza starszego brata. Niedawno „starszy brat” naniósł konsekwencje prawne dla „starszej siostry” – wpisanie www.goojje.com w pasku adresu przeglądarki powodowało przekierowanie na inną stronę internetową.